# Golf von Tunis
Der Golf von Tunis (arabisch خليج تونس khalīj Tūnis) ist ein großer Golf (Meeresbucht) des Mittelmeeres im Nordosten Tunesiens. Tunesiens Hauptstadt Tunis liegt am Südwestufer des Golfes südlich von Kap Karthago. Im Nordosten von Tunis liegen die Ruinen Karthagos, heute ein Stadtteil der Hauptstadt. Der Golf wird im Nordwesten von Kap Farina (Ras et Tarf) mit der südlich unterhalb liegenden großen Lagune von Garh el Melh, im Nordosten von Kap Bon (Rass Eddar) gegen das Mittelmeer abgegrenzt.